# Lökholm (öst Brändö, Åland)
Lökholm med Brännskär i norr, är en ö i Åland (Finland). Den ligger i Skärgårdshavet och i kommunen Brändö i landskapet Åland, i den sydvästra delen av landet. Ön ligger omkring 71 kilometer nordöst om Mariehamn och omkring 210 kilometer väster om Helsingfors.
Öns area är 29,1 hektar och dess största längd är 1,3 kilometer i nord-sydlig riktning. Ön höjer sig omkring 10 meter över havsytan.